# U Hajnice
U Hajnice je národní přírodní památka poblíž vesnice Libotyně, místní části obce Radhostice v okrese Prachatice. Chráněné území se nalézá zhruba kilometr jjv. od Libotyně, v lese na severních svazích vrchu Běleč (923 m). Oblast spravuje AOPK ČR Správa CHKO Blanský les. Důvodem ochrany je bezlesá enkláva, lokalita měkčilky jednolisté (Malaxis monophyllos).